# Hochkogel (Eisenerzer Alpen)
Der Hochkogel ist ein 2105 m ü. A. hoher Berg am Nordrand der Eisenerzer Alpen in der Steiermark und bildet mit dem etwas niedrigeren Kaiserschild (2085 m ü. A.) einen Doppelgipfel.

## Aufstiege
- Von der Gemeindealm in der Eisenerzer Ramsau auf breitem Weg zum Sattel Radmerhals, weiter über den Halskogel und entlang der Jungfrauplan auf steilem, teilweise ausgesetztem Steig von Süden zum Gipfel des Hochkogels. Gehzeit: etwa 3½ Stunden.
- Von der Gemeindealm über den einfach versicherten Bärenloch-Steig in die Senke zwischen Kaiserschild und Hochkogel, weiter nach Westen auf den Gipfel. Gehzeit: etwa 3½ Stunden.

Die kombinierte Tour auf Kaiserschild und Hochkogel (meist in dieser Reihenfolge begangen) erfordert von der Eisenerzer Ramsau aus etwa 7 Stunden.